# Matthias-Corvinus-Ehrenzeichen
Das Matthias-Corvinus-Ehrenzeichen wurde am 11. Oktober 1930 durch den ungarischen Reichsverweser und Staatsoberhaupt Miklós Horthy gestiftet und für Verdienste um Wissenschaft, Literatur und Kunst verliehen.

## Klassen
Die Auszeichnung besteht aus drei Klassen:
- Kette
- Kranz
- Ehrenzeichen

## Ordensdekoration
Alle drei Klassen unterscheiden sich in ihrer Form. 
Die I. Klasse, deren Verleihung auf 15 Personen beschränkt ist, besteht aus einer schmalen goldenen Kette, an der eine goldene runde Medaille angebracht ist, die von zwei allegorischen nackten Frauengestalten umschlossen wird. Über deren Köpfe verläuft ein schmales Band mit der Inschrift PRO SCIENTIA LITTERIS ET ARTIBUS (Für Wissenschaft, Literatur und Kunst). Die Medaille zeigt das nach links gewendete Brustbild von Matthias Corvinus, dem von 1458 bis 1490 regierenden König mit der Umschrift MATHIAS REX HUNGARIAE (Matthias König von Ungarn).
Die II. Klasse, die ausschließlich an Inländer zur Verleihung kam, deren Anzahl auch nur auf 80 beschränkt war, ist ein vierfach gebundener runder silberner Lorbeerkranz, der in seinem Zentrum einen goldgeränderten Wappenschild der Hunyadi trägt. Das Wappen zeigt einen nach rechts blickenden Adler mit angewinkelten Schwingen, der auf einem Ast sitzt und einen Ring im Schnabel hält.
Die III. Klasse, ausschließlich für Ausländer und auf 12 Träger beschränkt, ist ein silberner achtspitziger Bruststern mit kantigen Strahlen, auf dem ein blau emailliertes Kreuz aufliegt. Darauf ist das Medaillon der I. Klasse angebracht, das von einem weiß emaillierten Reif mit der schwarzen Inschrift  SCIENTIA LITTERIS ET ARTIBUS umschlossen ist.

## Trageweise
Die I. Klasse wird um den Hals, die II. und III. Klasse als Bruststern auf der rechten Seite getragen.

## Sonstiges
Mit dem Ende des Königreichs Ungarn am 21. Dezember 1944 wurde die Auszeichnung nicht mehr verliehen. Im Jahre 1991 erfolgte die Neustiftung in lediglich einer Klasse (Corvinus-Kette), die sowohl an In- wie Ausländer verliehen werden kann. Die Zahl der Inhaber ist dabei auf zwölf lebende Mitglieder begrenzt.